# Simplicien de Milan
Simplicien de Milan (en latin Simplicianus, en italien Simpliciano) est évêque de Milan, successeur immédiat de saint Ambroise, entre 397 et 400 ou 401. Il est considéré comme saint par les Églises catholique et orthodoxe.
Il est fêté le 15 août.

### Articles liés
- Archidiocèse de Milan
- Liste des évêques et archevêques de Milan